# Gravità quantistica discreta lorentziana
Nella teoria della gravità quantistica discreta lorentziana, lo spazio stesso è modellato da un reticolo invece che da una varietà.
Questa teoria differisce da altri metodi basati su reticolo per il fatto che in natura la geometria del reticolo è di tipo Minkowskiana e non euclidea. Lo scopo di questo metodo è quello di costruire una variante della gravità quantistica che conservi l'invarianza di Lorentz senza rotazione di Wick, cosa che è discutibile per varietà differenziabili pseudo-riemmaniane senza un campo di tipo tempo del vettore di Killing.
I maggiori sostenitori di questo approccio sono Jan Ambjørn e Renate Loll.